# Annonay
Annonay è un comune francese di 17 485 abitanti situato nel dipartimento dell'Ardèche della regione dell'Alvernia-Rodano-Alpi.

## Società

### Evoluzione demografica
Abitanti censiti

## Amministrazione

### Gemellaggi
- Backnang, Germania, dal 1966
- Chelmsford, Regno Unito, dal 2000
- Barge, Italia, dal 2001